# Arry, Moselle
Arry là một xã trong vùng Grand Est, thuộc tỉnh Moselle, quận Metz-Campagne, tổng Ars-sur-Moselle. Tọa độ địa lý của xã là 48° 59' vĩ độ bắc, 06° 03' kinh độ đông. Arry nằm trên độ cao trung bình là 285 mét trên mực nước biển, có điểm thấp nhất là 170 mét và điểm cao nhất là 386 mét. Xã có diện tích 6,88 km², dân số vào thời điểm 1999 là 407 người; mật độ dân số là 59 người/km².

## Thông tin nhân khẩu
| 1962 | 1968 | 1975 | 1982 | 1990 | 1999 |
| ---- | ---- | ---- | ---- | ---- | ---- |
| 301  | 324  | 304  | 358  | 350  | 407  |